# HNZ (protocole)
Pour les articles homonymes, voir HNZ.
HNZ est un protocole de communication défini par EDF pour les réseaux électriques.